# ثورة آفاقي خواجة
في عام 1759، هزمت أسرة تشينغ الصينية خانات دزونغار وأكملت غزو دزونغاريا. وبالتزامن مع هذا الفتح، احتلت أسرة تشينغ منطقة ألتيشهر في جنوب سنجان الحديثة، والتي استوطنها المسلمون الذين اتبعوا القيادة السياسية والدينية لأفاق خواجة.
بعد غزو تشينغ، بدأ الصينيون في دمج ألتيشهر وحوض تاريم في إمبراطوريتهم. وأصبحت المنطقة، إلى جانب جونجاريا، تُعرف باسم سنجان. على الرغم من أن أتباع آفاق خوجة المعروفين باسم آفاقي خوجة قاوموا حكم تشينغ، إلا أنه تم قمع تمردهم وتم إبعاد الخوجا عن السلطة.
ابتداءً من ذلك الوقت، ولمدة مائة عام تقريبًا، شنت خوجة آفاقي العديد من الحملات العسكرية في محاولة لاستعادة ألتيشهر من تشينغ.

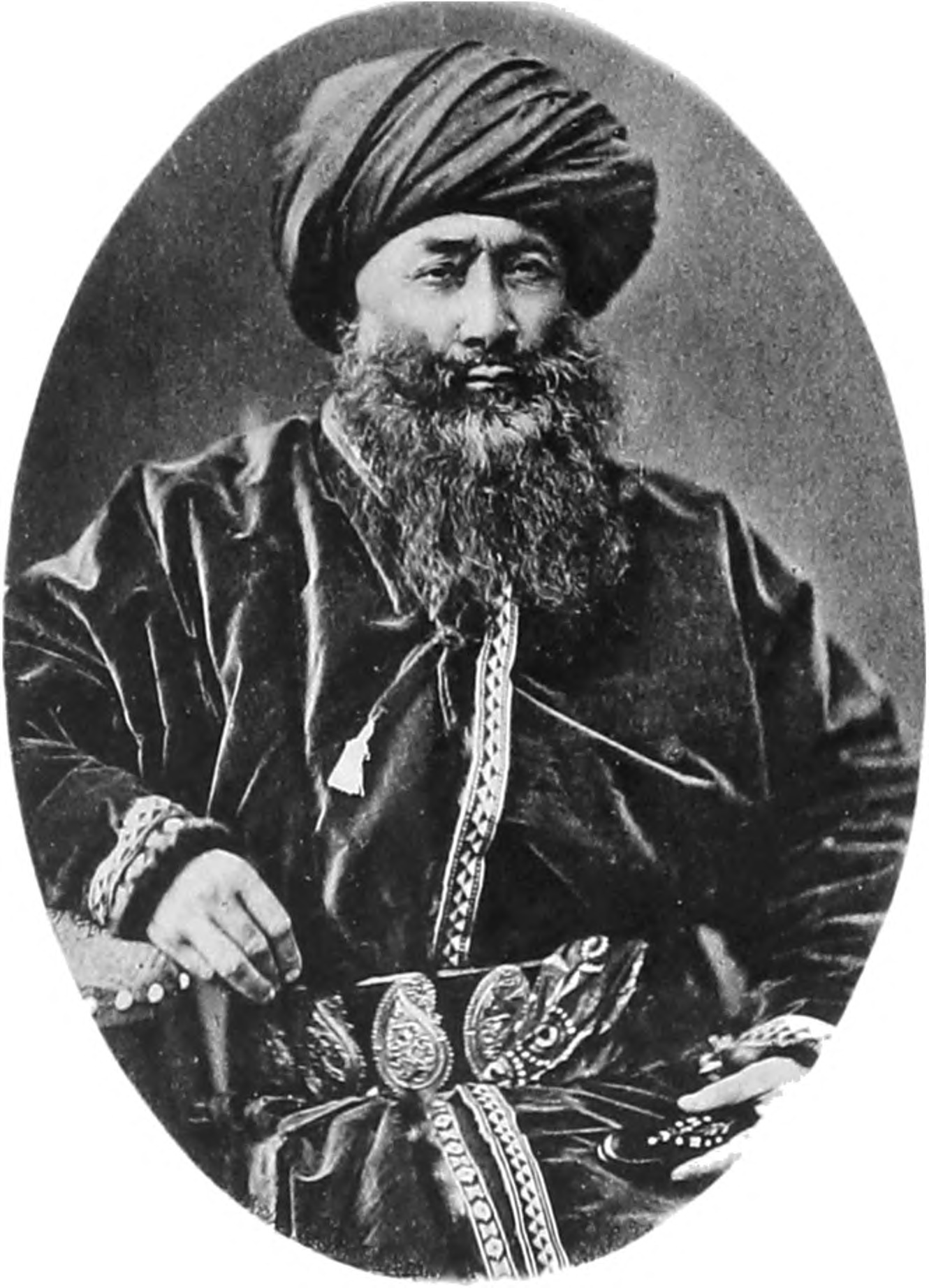
يعقوب بيك 1820-1877

## معرض الصور

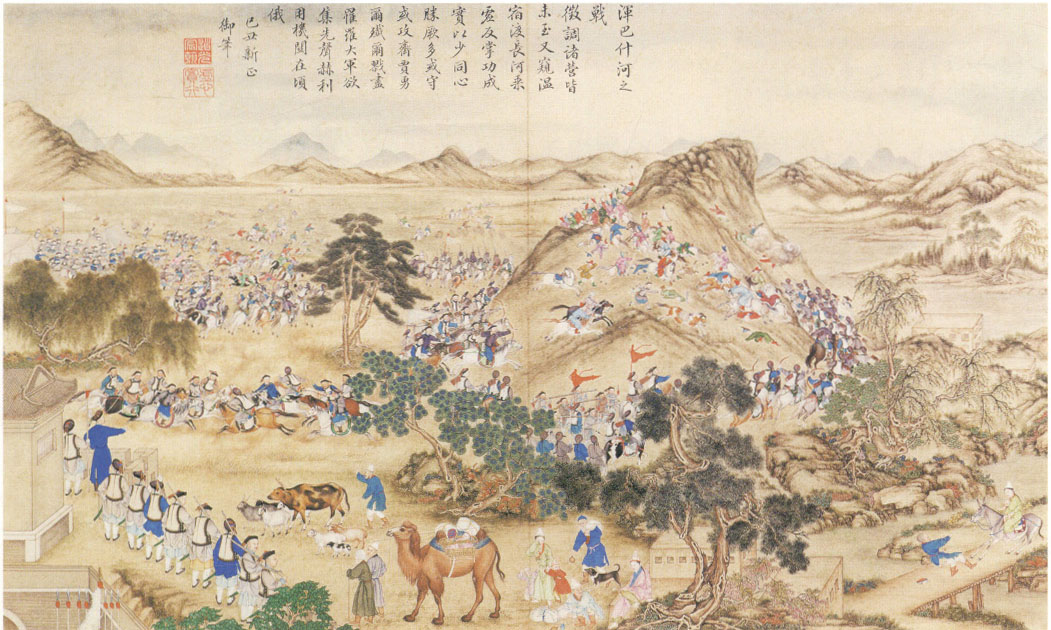
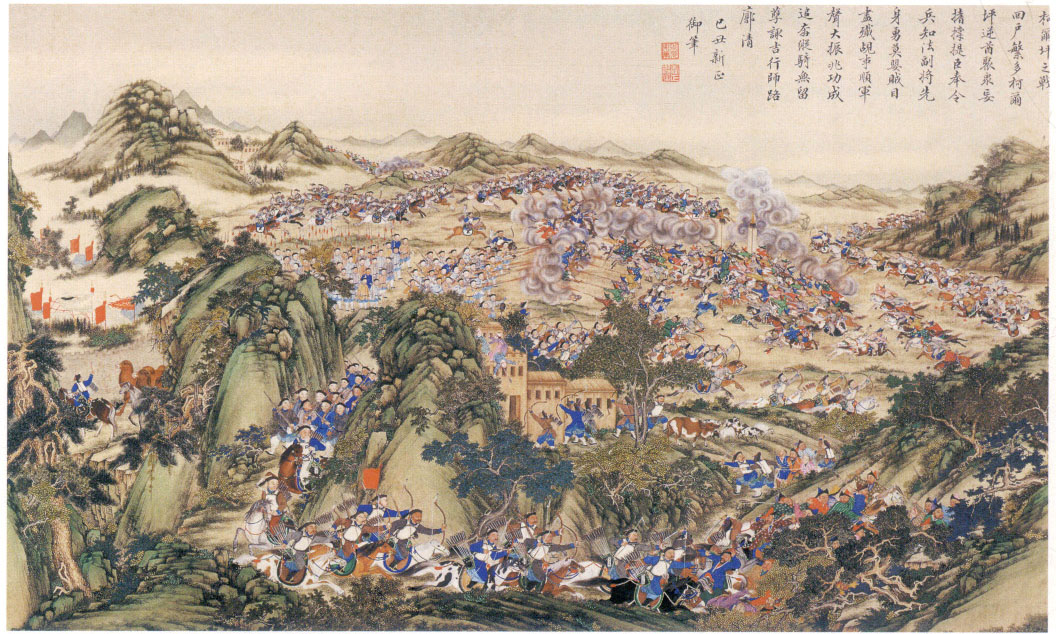
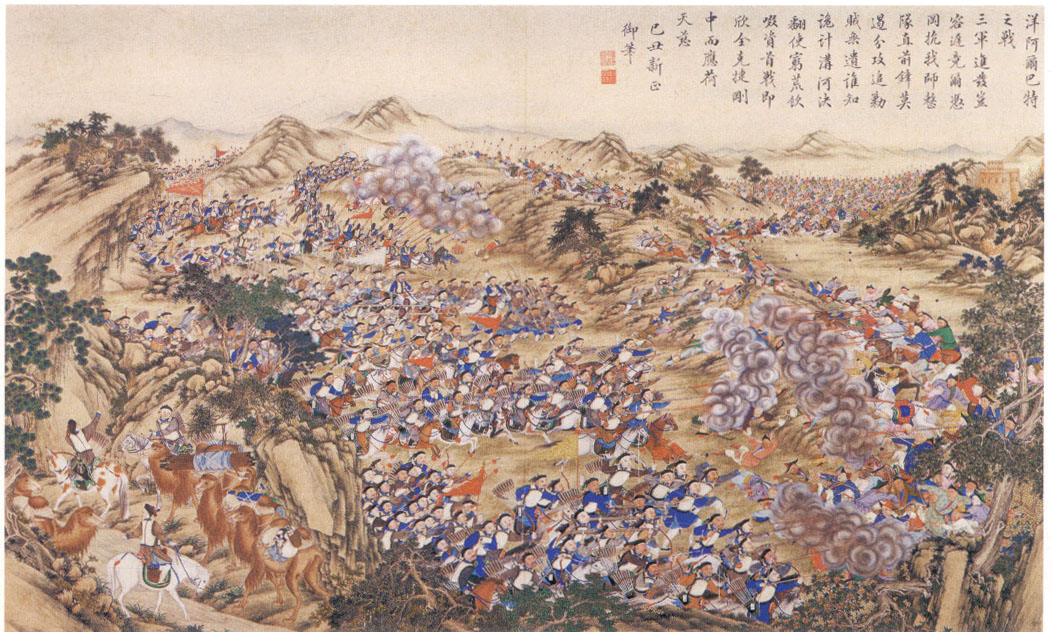
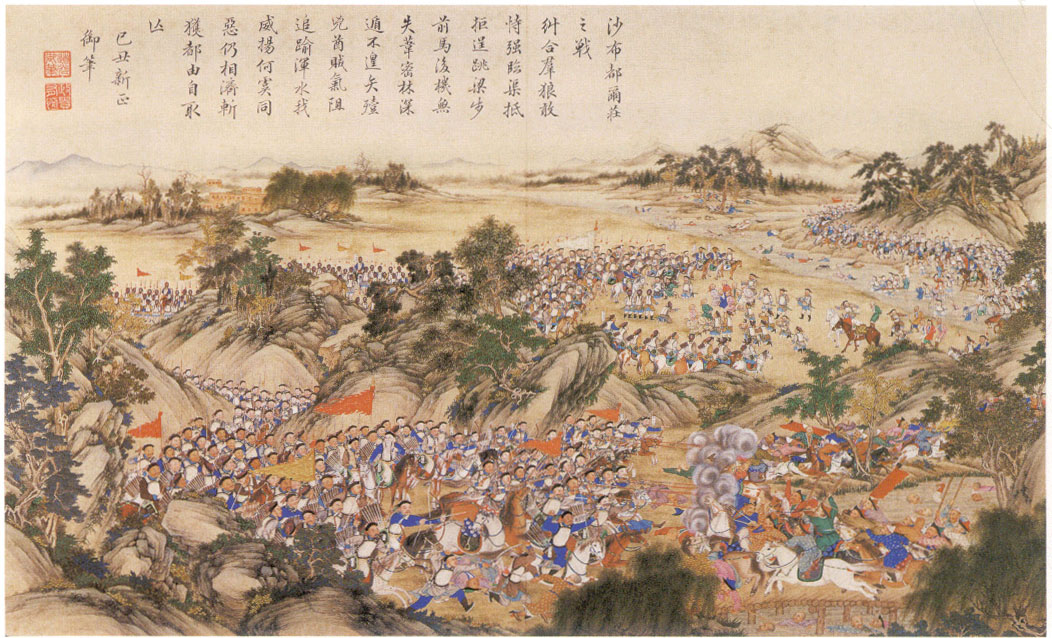
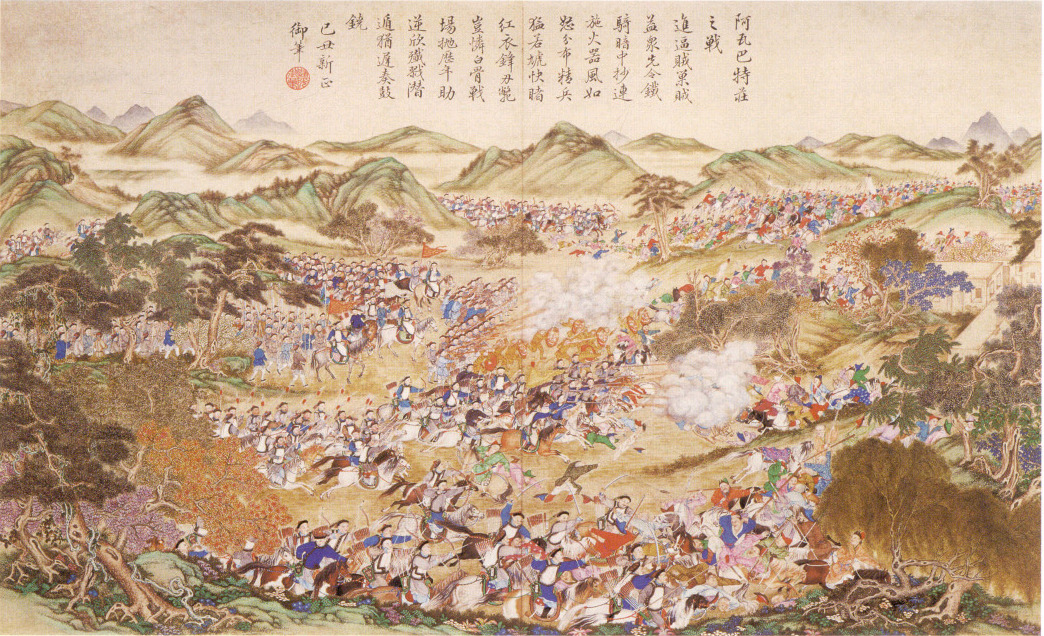
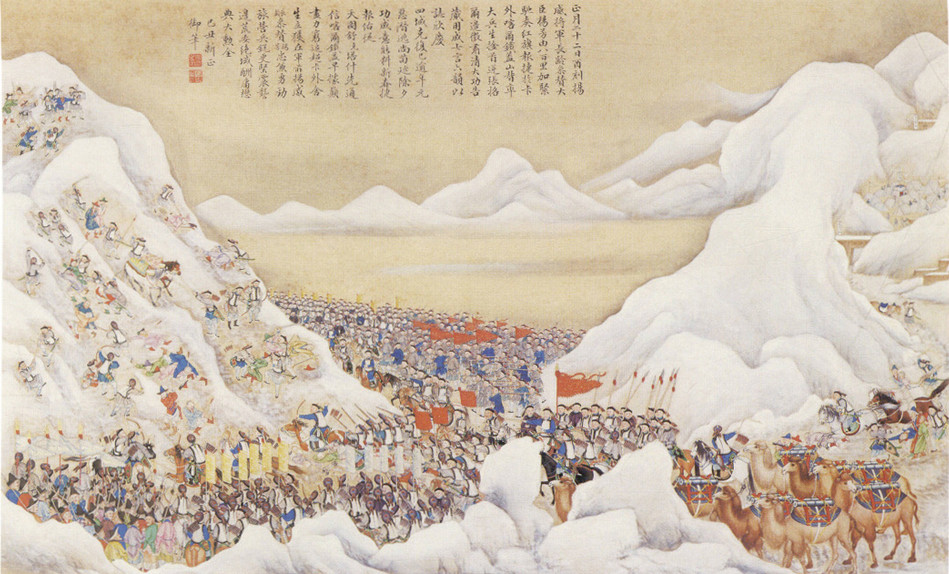
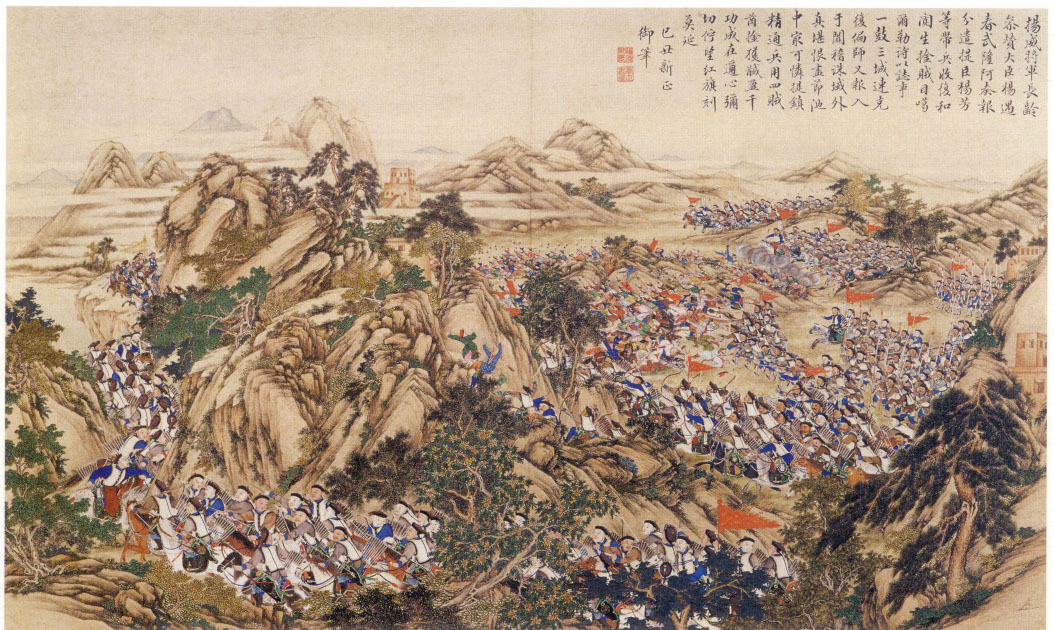
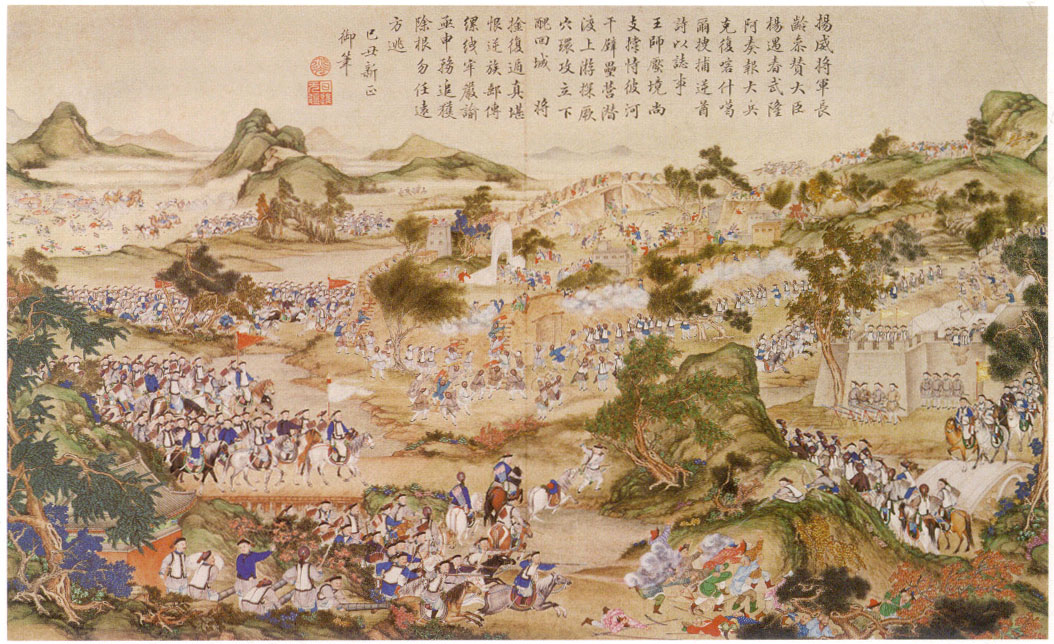
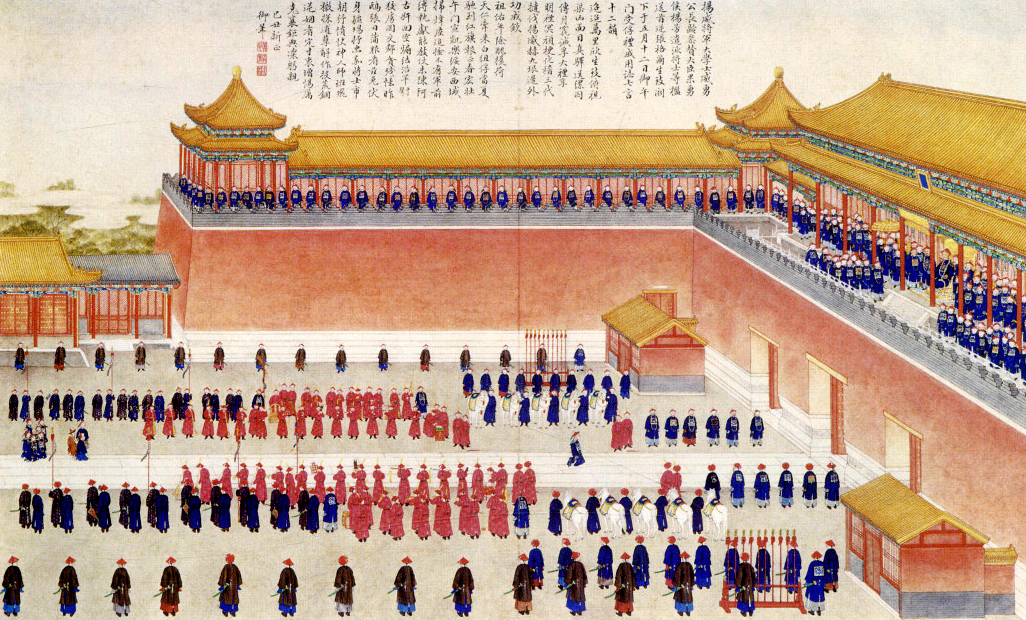
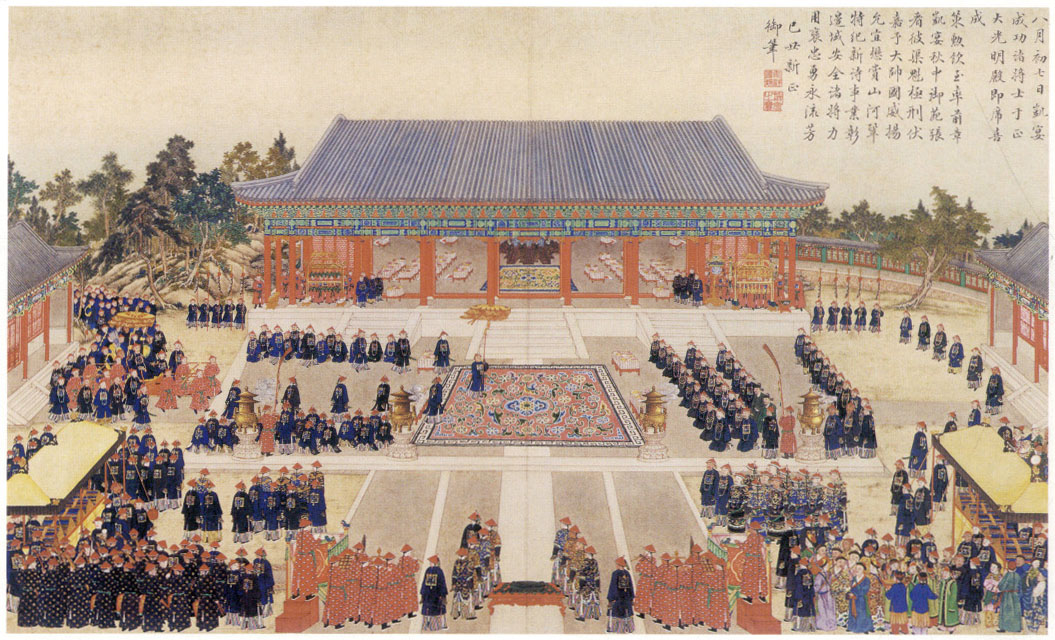

## طالع أيضًا
- غزو الزونغار لألتيشهر
- شينجيانغ تحت حكم تشينغ
- الحرب المقدسة للخواجة السبعة
- حركة استقلال تركستان الشرقية
- تاريخ شعب الأويغور

## الاستشهادات
1. ↑  Dupuy (1993).
2. 1 2  Levi (2017).

## قراءة إضافية
- Howorth، Sir Henry Hoyle (1880). History of the Mongols (Part II: The Mongols proper and the Kalmuks). Longmans, Green, and Company.
- Howorth، Sir Henry Hoyle (2008). History of the Mongols (Part II: The Mongols proper and the Kalmuks). New York: Cosimo.
- Liu، Tao Tao؛ Faure، David (1996). Unity and Diversity: Local Cultures and Identities in China. Hong Kong University Press. ISBN:978-962-209-402-4.